# آلکساندر سیلوا کلیتون
آلکساندر سیلوا کلیتون (به پرتغالی: Cleyton Alexandre Henrique Silva) هافبک اهل برزیل است که در شهر Jacareí، ایالت سائوپائولو و در تاریخ ۸ مارس ۱۹۸۳ به دنیا آمده‌است.
آلکساندر سیلوا کلیتون در تیم‌های فوتبال Messiniakos، Apollon Kalamarias، Larissa، پاناتینایکوس، متالورگ دونتسک، قیصریه‌اسپور سابقهٔ حضور دارد.